# Vahessaare
Vahessaare – wieś w Estonii, w prowincji Tartu, w gminie Konguta.